# Telefèric

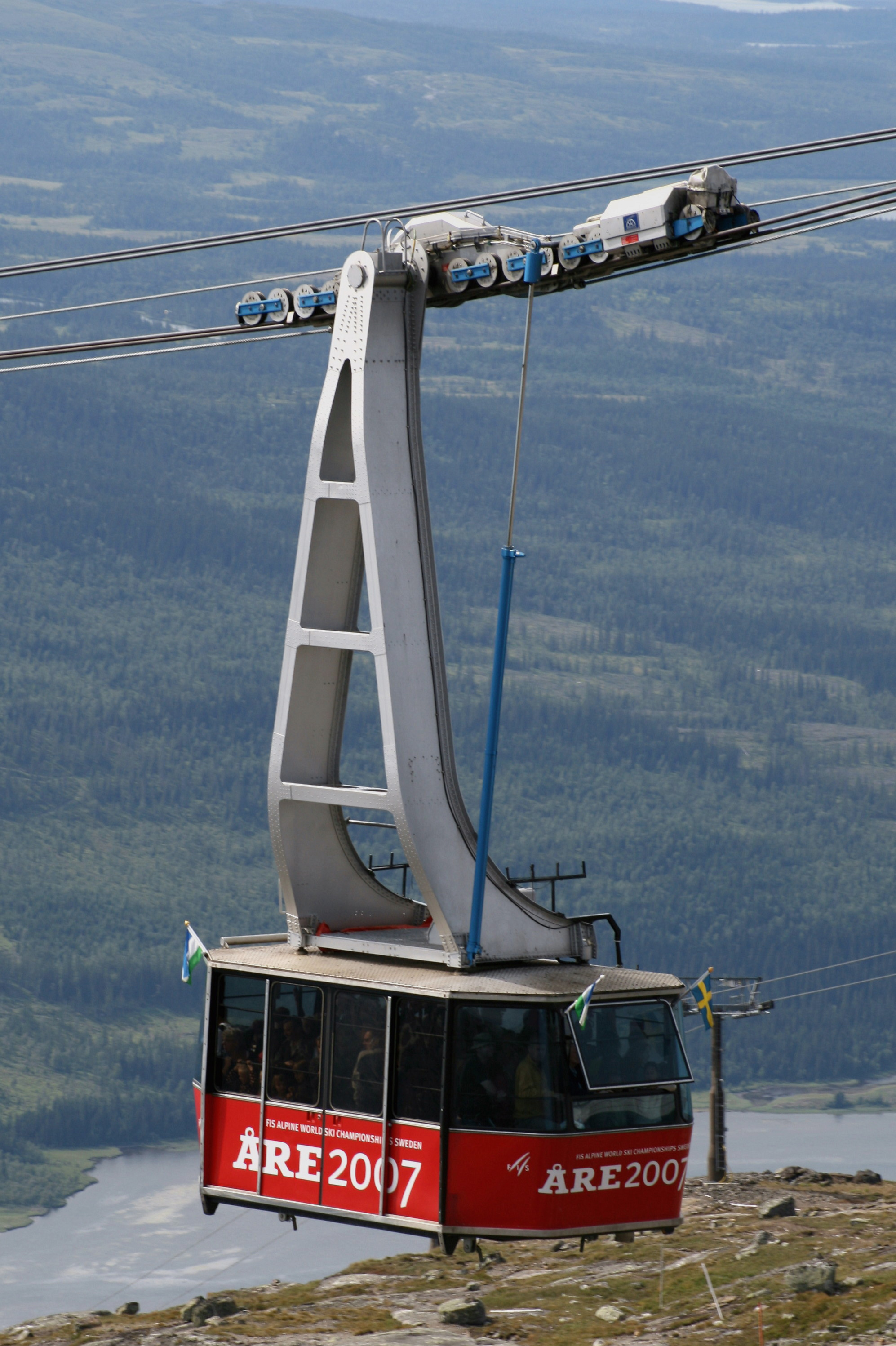
Telefèric a Åre, Suècia

Un telefèric és un remuntador de cabina caracteritzat pel fet que aquestes estan en contacte amb un o dos cables de suport que no es mouen i un altre tractor.
Les cabines no realitzen circuits tancats sinó que van i venen sempre pel mateix cantó, havent-hi a les estacions superior i inferior un espai d'estacionament reservat a cada una. El cable que les estira és el mateix, de manera que el pes de l'una en baixar ajudi l'altra a pujar. Això implica doncs que el cable tractor (al qual les cabines sempre estan lligades) deixa de moure's en arribar a les terminals.
En general té algun pòrtic que fa de pilona intermèdia per a aguantar-ne tots els cables, però no és imprescindible. Permet doncs de salvar grans desnivells i llums. A més, la presència dels dos cables de suport li dona una gran resistència al vent. La capacitat de les cabines (i per tant el rendiment del remuntador), és altament variable, podent anar des de les poques desenes de places fins a 200, amb dos pisos i tot. Llur màxima capacitat horària ronda les 2.000 persones/hora.

## Telefèrics a Catalunya
Aquesta és la llista de telefèrics d'ús públic a Catalunya, tot i que no inclou els que formen part d'alguna estació d'esquí:
- Telefèric del Port a Barcelona, construït l'any 1931 per l'empresa alemanya Adolf Bleichert & Co. de Leipzig.
- Aeri de Montserrat a Montserrat, construït l'any 1930 per l'empresa alemanya Adolf Bleichert & Co. de Leipzig.
- Telefèric d'Olesa a Esparreguera, entre Olesa de Montserrat i Esparreguera
- Telefèric de l'Estany Gento a Torre de Cabdella

El telefèric de Montjuïc, a Barcelona, és malgrat son nom un telecabina.

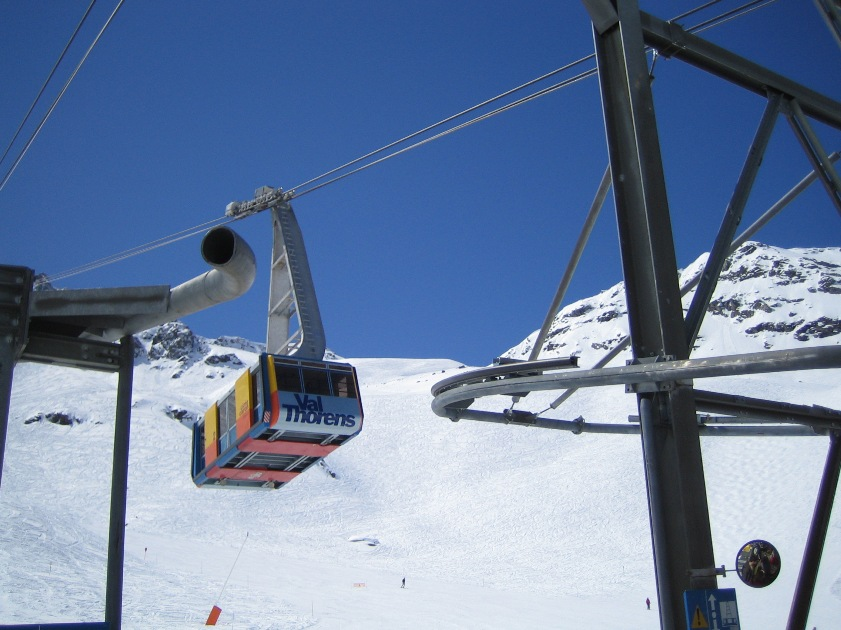
Cabina prop de la base del telefèric de Caron
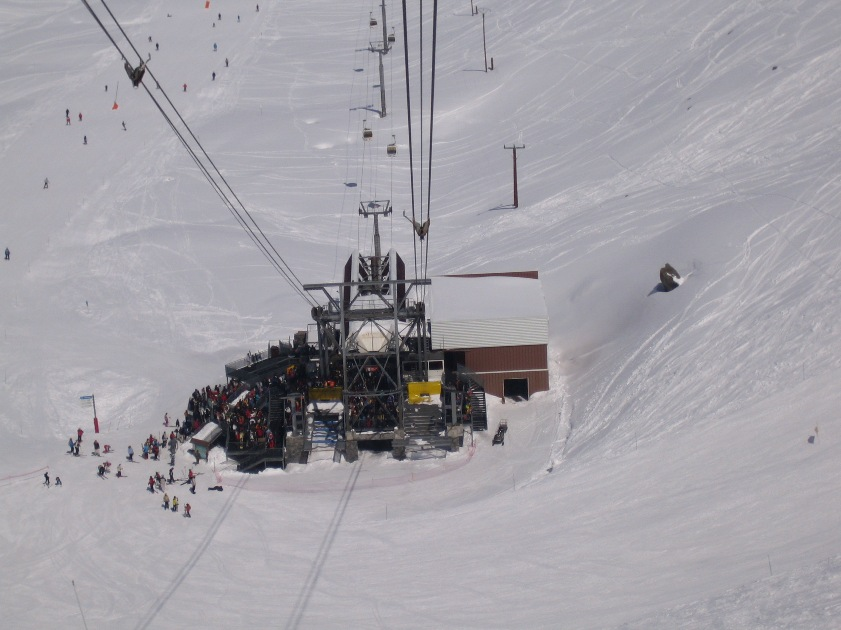
Base del telefèric de Caron (Val Thorens)
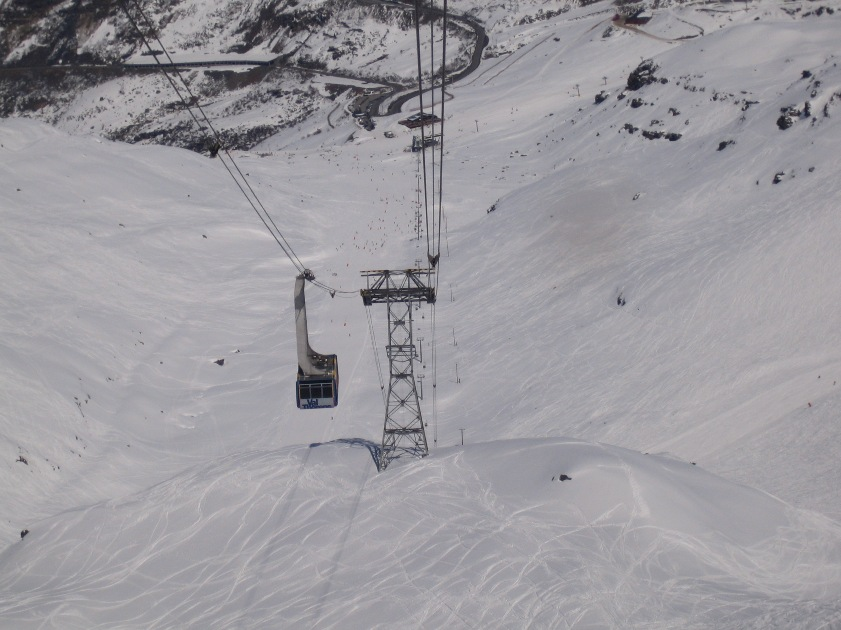
Pilona (pòrtic) intermèdia del telefèric de Caron
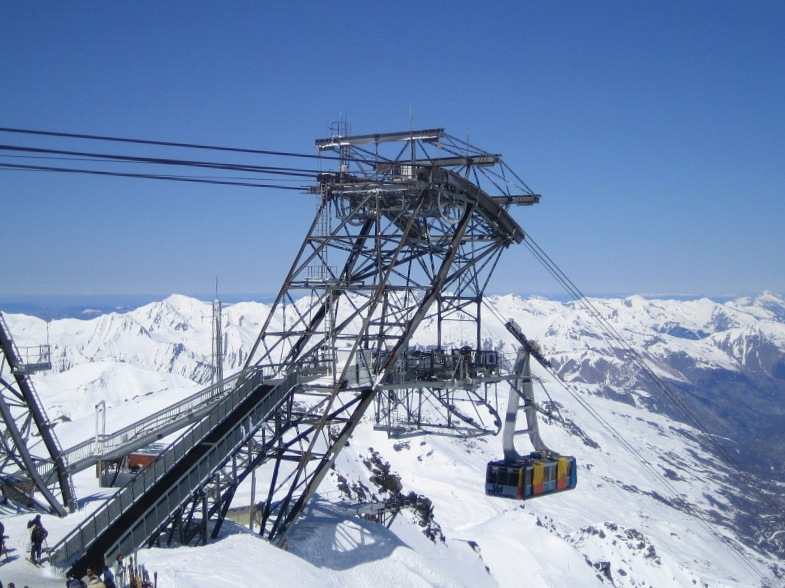
Estació superior del telefèric de Caron